# جهانغير كندي
جهانغير كندي هي قرية في مقاطعة مراغة، إيران. عدد سكان هذه القرية هو 97 في سنة 2006.